# Red Deer
Red Deer är en stad i Alberta med 83 000 invånare. Staden ligger mellan Edmonton och Calgary och är den tredje största staden i Alberta. Det finns en flygplats nära staden.